# Akasztó
Akasztó är en ort i Ungern.   Den ligger i provinsen Bács-Kiskun, i den centrala delen av landet, 90 km söder om huvudstaden Budapest. Akasztó ligger 92 meter över havet och antalet invånare är 3 480.
Terrängen runt Akasztó är mycket platt. Runt Akasztó är det ganska tätbefolkat, med 144 invånare per kvadratkilometer. Närmaste större samhälle är Kiskőrös, 9,9 km sydost om Akasztó. Trakten runt Akasztó består till största delen av jordbruksmark.